# Asceles rulanda
Asceles rulanda is een insect uit de orde Phasmatodea en de  familie Diapheromeridae. 